# Dwikozy
Dwikozy è un comune rurale polacco del distretto di Sandomierz, nel voivodato della Santacroce.
Ricopre una superficie di 84,79 km² e nel 2004 contava 9 173 abitanti.